# Ivan Southall
Ivan Southall, född 8 juni 1921 i Melbourne, död 15 november 2008 i cancer, var en australisk författare. Han fick 1972 Carnegiemedaljen för Josh (1971).

## Priser och utmärkelser
- Carnegie Medal 1972 för Josh